# Gustav Jensen
Pour les articles homonymes, voir Jensen.
Gustav Jensen, né le 25 décembre 1843 à Königsberg et mort le 26 novembre 1895 à Cologne, est un violoniste et compositeur allemand.

## Biographie
Gustav Jensen naît le 25 décembre 1843 à Königsberg,. Il est le frère d'Adolf Jensen, pianiste et compositeur,.
Il commence l'apprentissage de la musique auprès de son frère puis étudie à Berlin avec Siegfried Dehn (théorie) et Joseph Joachim (violon).
En 1872, il devient professeur de composition au Conservatoire de Cologne, poste qu'il occupe jusqu'à sa mort.
Comme compositeur, Gustav Jensen est notamment l'auteur d'une symphonie, d'un quatuor à cordes, d'une sonate pour violon et piano et de diverses pièces pour violon, d'une sonate pour violoncelle et piano et de Ländliche Serenade pour orchestre à cordes. Il a également fait publier la collection Klassische Violinmusik et a traduit en allemand le Cours de contrepoint et de fugue de Luigi Cherubini.
Il meurt le 26 novembre 1895 à Cologne,.